# Brad Redekopp
Pour les articles homonymes, voir Redekopp.
Brad Redekopp, né en 1964 ou 1965 à Yorkton en Saskatchewan, est un entrepreneur et homme politique canadien. Il représente la circonscription de Saskatoon-Ouest à la Chambre des communes du Canada depuis 2019 sous la bannière du Parti conservateur du Canada.